# Anton Feinig
Anton Feinig (fájnik), slovenski prosvetni delavec na avstrijskem Koroškem, * 7. junij 1931, Sveče v Rožu; 8. marec 2007, Celovec, Koroška, Avstrija.
Na dunajski univerzi je študiral germanistiko in slavistiko ter tam 1958 doktoriral. Od leta 1959 do 1988 je bil  profesor Zvezne gimnazije za Slovence v Celovcu, od 1988 pa inšpektor za šolo in pouk slovenščine na koroških srednjih in višjih šolah. Leta 1973 je bil izvoljen za slovenskega občinskega odbornika v Bistrici v Rožu. V raziskovalnem delu se je posvetil krajevnim, ledinskim, hišnim in družinskim imenom ter o svojih raziskavah objavil več člankov. 

## Izbrana bibliografija
- Koroški grobovi (COBISS)
- Máčenska planina v Rožu (COBISS)
- Sveti Valentin ima ključe od korenin (COBISS)
- Hišna in ledinska imena v Gorjah na Zilji (COBISS)
- Spodnje Kraje ali Muta (COBISS)